# Chýně (železniční zastávka)
Chýně je železniční zastávka, která se nachází v západní části města Chýně v okrese Praha-západ. Zastávka leží v km 19,128 jednokolejné trati Rudná u Prahy – Hostivice mezi stanicí Rudná u Prahy a odbočkou Jeneček.

## Historie
Zastávka byla otevřena 1. září 2014 současně s čtyřmi dalšími a to: Jinočany, Rudná u Prahy zastávka, Hostivice-U hřbitova a Hostivice-Sadová. Díky těmto novým zastávkám se zvýšila konkurenceschopnost vlaků na lince S65 a zkrátila cesta do Prahy o půl hodiny oproti dosavadní autobusové dopravě.[zdroj?]

## Popis zastávky
Zastávka je bezbariérově přístupná s nástupní hranou umístěnou ve výšce 550 mm nad temenem kolejnice. Cestujícím slouží také prefabrikovaný betonový přístřešek jako na ostatních stanicích a cyklostojan. Cestující jsou informováni o příjezdech vlaků pomocí rozhlasu, které je dálkově ovládán z CDP Praha nebo z pracoviště pohotovostního výpravčího v Berouně. Vedle zastávky směrem na Hostivici se nachází přejezd s číslem P2234, který disponuje světelným přejezdovým zabezpečovacím zařízením, přes který vede účelová komunikace k polím.[zdroj?]

## Využití
Zastávka je velmi využívaná především v pracovních dnech, kdy zde vlaky zastavují ve špičce každou hodinu (stav 6/2025) a nastupuje/vystupuje zde většina cestujících za celý mezistaniční úsek Rudná u Prahy-Hostivice.[zdroj?] V prvních dnech provozu byly vlaky natolik vytíženy, že musely být motorové vozy řady 810 posíleny přípojným vozem. V GVD 2024/2025 zde jezdí jen motorové vozy 810 bez přípojného vozu.[zdroj?]